# خطة دراسية
إن الخطة الدراسية هي مخطط وملخص من المواضيع التي يجب تغطيتها في التعليم أو الدورات التدريبية. وتكون الخطة الدراسية وصفية (على عكس المنهج الدراسي الإلزامي أو المحدد). وغالبًا ما يتم وضع الخطة الدراسية من قبل مجلس الفحص، أو يتم إعدادها بواسطة أستاذ بروفيسور يشرف على أو يراقب جودة المنهج الدراسي.
في كثير من الأحيان تنصهر كل من الخطط الدراسية والمناهج وعادة ما يتم إعطاؤها لكل طالب خلال الدورة من الدرجة الأولى بحيث تكون الأهداف ووسائل الحصول عليها واضحة. ومما هو جدير بالذكر أنه عادة ما تحتوي الخطة الدراسية على معلومات محددة تدور حول الدورة التدريبية، على سبيل المثال معلومات عن كيفية وأين ومتى يمكن الاتصال بالمحاضر ومساعدي هيئة التدريس والذي بدوره يعد بمثابة خطة دراسية بصدد ما سيتم تغطيته وتتضمنه الدورة؛ هذا إلى جانب تخصيص جدول زمني محدد بمواعيد لـاختبارات وتواريخ الاستحقاق للمهام وسياسة الدرجات للدورة والقواعد الخاصة للفصول الدراسية؛ الخ.
ومن ضمن العديد من الدورات الموجودة في الاختبار، تستخدم الخطط الدراسية لضمان الاتساق بين المدارس وعلى جميع المعلمين أن يعرفون ما يجب أن يُدرس وما لا يلزم دراسته. كما يمكن أن تقوم الاختبارات بفحص المعرفة فقط القائمة على أساس المعلومات الواردة في الخطة الدراسية.

## الاستخدام
يشار إلى أن الخطة الدراسية تخدم أغراضًا كثيرة للطلاب والمعلمين مثل ضمان فهم عادل ونزيه بين المعلم والطلاب؛ فقد يحدث التباس ضئيل على السياسات المتصلة بالدورة التدريبية ووضع توقعات واضحة من المواد التي يمكن تعلمها هذا بالإضافة إلى السلوك في الفصل الدراسي والجهد الذي يبذله الطالب في الدورة التدريبية مع تقديم خارطة طريق من خلال جهة أو منظمة بعينها وذلك من خلال نقل فلسفة المعلم التعليمية للطلاب، وتوفير مجال التسويق الخاص بالدورة بحيث يختار الطلاب في وقت مبكر من دورة ما إذا كان موضوع هذه المواد جذابة أم لا.
ومن الممكن أيضًا أن يتم تضخيم العديد من البنود العامة في الخطة الدراسية في منهج معين لتحقيق أقصى قدر من التعلم الفعال، وذلك من خلال توضيح فهم الطلاب للمواد المحددة على سبيل المثال سياسة الدرجات وموضوع الدرجات وسياسة العمل المتأخرة هذا بالإضافة إلى المواقع والأوقات وغيرها من معلومات الاتصال لمدرب ومساعد المدرس مثل الهاتف أو البريد الإلكتروني والمواد المطلوبة و/أو الموصى بها مثل الكتب المدرسية وكتب القراءة والآلات الحاسبة (أو غيرها من المعدات) وأقسام المختبر وما إلى ذلك والموارد الخارجية (الكتب اللامنهجية، ومواقع المعلمين، ومراكز الموارد، الخ.) هذا إلى جانب التواريخ الهامة في الدورات التدريبية مثل الامتحانات وورقة التواريخ المستحقة ونصائح للنجاح في محتوى الدورة مثل عادات الدراسة وتخصيص الوقت المتوقع، والمشاكل المقترحة إن وجدت، والمستلزمات الضرورية أو متطلبات المسار الحالي وأخيرًا قواعد السلامة في حالة ما إذا كانت مناسبة وأهداف الدورة.

## الأنواع

### النظرية الوظيفية
تعتبر الخطة الدراسية النظرية الوظيفية بمثابة وسيلة لتنظيم المنهج الدراسي الخاص بـتعلم اللغة، وذلك بدلاً من أسلوب أو نهج التدريس. ومما هو جدير بالذكر، لا يتم تنظيم التعليم في الخطة الدراسية النظرية الوظيفية من حيث البنية النحوية، كما كان يتم تنظيمه في أغلب الأحيان باستخدام أسلوب اللغات الصوتي (ALM)، ولكن بدلاً من ذلك يتم تنظيمه في ضوء «المفاهيم» و«الوظائف».
وفي هذا النموذج، تُعتبر «الفكرة» سياقًا معينًا يمكن للناس من خلاله التواصل. أما بالنسبة لـ«الوظيفة» فهي تعد بمثابة غرض محدد للمتحدث في سياق معين. على سبيل المثال، تتطلب «فكرة» التسوق العديد من «وظائف» اللغة مثل السؤال عن أسعار أو مميزات منتج معين والمفاوضة من أجله.
إن المجالات المقترحة الخاصة بالخطة الدراسية النظرية الوظيفية (Van Ek & Alexander, 1975; Wilkins, 1976) ادعت مساعدة الطلاب على تطوير قدرتهم على التواصل بشكل فعال في مجموعة متنوعة من السياقات من واقع الحياة.

### أنواع أخرى
- الخطة الدراسية للنحو
- الخطة الدراسية المعجمية
- الخطة الدراسية الظرفية
- الخطة الدراسية القائمة على النص
- الخطة الدراسية القائمة على المهارة
- الخطة الدراسية القائمة على المهام
- الخطة الدراسية المعتمدة على المتعلم
- الخطة الدراسية المختلطة
- الخطة الدراسية للدورة على الإنترنت